# Pheropsophus gironieri
Pheropsophus gironieri is een keversoort uit de familie van de loopkevers (Carabidae). De wetenschappelijke naam van de soort is voor het eerst geldig gepubliceerd in 1839 door Eydoux & Souleyet.